# Вольта, Джованни Серафино
Джова́нни Серафи́но Во́льта (англ. Giovanni Serafino Volta; 1764—1842) — итальянский священник, натуралист и палеонтолог, известен своими исследованиями ископаемых рыб из Монте-Болка (Верона, Италия).

## Биография
Родился в 1764 году, брат Алессандро Вольты.
Был аббатом и богословом. Являлся каноном Императорской базилики в Мантуе и куратором кафедры естествознания в Университете Павии.
Вольта написал работу «Ittiolitologia Veronese del Museo Bozziano ora annesso a quello del Conte Giovambattista Gazola e di altri gabinetti di fossili Veronesi con la versione Latina», опубликованную в Вероне между 1796 и 1809 годами, иллюстрированный 76 тонкими пластинами — это первый трактат по ихтиологии в Италии, описывающий 123 вида ископаемых из ископаемого места Монте-Болка. Вместе с Луи Агассисом он также написал «Revue critique des poissons fossiles figurés dans l'Ittiolitologia veronesé» (1835).
Другие широко известные труды Джованни Вольты:
- Elementi di Mineralogia Analitica e Sistematica
- Prospetto Del Museo Bellisomiano, classificato e compendiosamente descritto
- Chemisch-mineralischer Versuch über die Bäder und Gebürge von Baaden
- Saggio analitico sulle acque minerali di S. Colombano
- Dei Pesci fossili del Veronese, lettera indirizzata al signor abate don Domenico Testa
- Osservazioni di storia naturale sul viaggio da Fiorenzola a Velleja
- Transunto di osservazioni sopra il lago di Garda ed i suoi contorni

Умер в 1842 году.